# 柊氏一家的吸血內幕
《柊氏一家的吸血內幕》是由吉河美希繪畫的戀愛喜劇作品，於2021年10月8日開始在《别册少年Magazine》上連載，並已發行5卷日文單行本。

## 劇情簡介
14歲的源翔太已在孤兒院「陽光灑落之家」生活近十年，為了在18歲離開院舍獨居時過上好生活，他努力打零工存錢。某天，富有的柊家收養了翔太，後者到埗第一天時享盡此前從未有過的家庭生活，但在各種疑慮之下，其還是決定在三天的適應期過後回到孤兒院。當天晚上，翔太偶然發覺一間上鎖的房間傳來奇怪的動靜，在好奇心驅使之下，他打開門鎖，隨即被柊家二女——雪枝飛撲咬喉。此時柊家其餘成員坦承他們其實是吸血鬼後裔，之所以收養翔太，全因雪枝年屆成長期，無論如何都需要吸食新鮮人血。被吸血者大多活不過當天，但翔太卻因擁有特殊抗體和極具營養的血液而活了下來。三天過後，翔太決定在柊家定居下來，充當姊妹三人的「血庫」，條件是他們必須為瀕臨破產的「陽光灑落之家」提供資金支持。

## 登場人物

### 柊家
源翔太
本作主人公，14歲的中二生，在「陽光灑落之家」長大的孤兒。
被柊家收留後自願成為她們的血庫，以及很快注意到雨雨因害怕吸血暴走而拒絕社交中看出其性格溫和，總是把別人的狀況放在第一位，也在孤兒院內養成高超的打架身手，能一瞬間擊倒三個小混混。
柊晴海
柊家長女，開朗活潑、大刺刺且偶帶孩子氣的19歲大一生，留有一頭金色長髮，會定期每日前往醫院領取過期的輸血包飲用，小時似乎曾為了吸血而錯殺朋友。
柊雪枝
本作女主角，柊家次女，藍色短髮的16歳高二生，個性認真嚴謹。
原先不願靠吸人血為生，且早已做好赴死的準備，但卻被有特殊體質的翔太所救，因此對其妄顧自己的一心求死而心懷怨恨，後來釋懷並接受他的救助活下去。
柊雨雨
柊家么女，早熟且帶點小惡魔性格的13歲初一生，紅髮雙馬尾。
年紀上仍未覺醒吸血衝動，在目睹姐姐們的暴走後生怕有一天會步她們後塵，從而疏遠同學，過著孑然一身的生活，後來被翔太勸導後開始交友，雖曾一度克制不了吸血鬼本能咬傷好友，但在翔太幫助下得以脫身，從而對他產生好感。
柊八雲
柊家三姊妹的父親，留有八字鬍，總是穿著西裝背心的醫院主任醫生。
柊霙
柊家三姊妹的母親，著和服、梳高髻的女性。

### 楠家
楠洋蘇
與翔太一樣出身自「陽光灑落之家」的吸血鬼青年，但實質上是普通人類，和雪枝同班的17歲高二生兼學生會長，在學校會帶眼鏡且打扮得十分土氣。
楠羅勒
洋蘇的繼妹，有抖M傾向的14歲中二生吸血鬼，其家族過去曾與柊家爭奪領地，如今亦企圖從他們手中收養擁有特殊體質，被吸血也不會死的翔太。

### 其他人物
美鈴
從4歲開始便和翔太一起在弧兒院長大的青梅竹馬，個性要強的行動派，前往柊家時目睹雪枝的例行「進食」，後被戀人關係所說服，但也決意從雪枝手中爭奪翔太。

## 出版書籍
《柊氏一家的吸血內幕》是一部關於普通男孩生活在吸血鬼家庭內的戀愛喜劇，最初在2019年9月11日以單篇形式於講談社旗下的《週刊少年Magazine》41號上刊載，為該雜誌創刊60週年短篇紀念企劃的第二彈。同社《别册少年Magazine》的總編輯乙黑和彥認為該短篇獲得很大迴響，讀者們也十分期昐它連載。在2021年7月24日《杜鵑婚約》動畫版特別網絡節目「凪與繪里香的夏日祭」上，兩位聲優主持石川界人及鬼頭明里公佈《柊氏一家的吸血內幕》將連載化，使該作成為吉河美希繼《不良仔與眼鏡妹》、《山田君與7人魔女》和《杜鵑婚約》後的第四部作品。《柊》於同年10月8日在《别册少年Magazine》11月號上開始連載，為吉河首次在漫畫月刊上連載，此時《杜》仍未完結。該系列的第一卷單行本在2022年5月17日發行。截至2025年7月，《柊氏一家的吸血內幕》已出版5卷單行本。
此外，《柊氏一家的吸血內幕》從2023年5月開始在講談社的「K Manga」網站上同步連載。該作隨後登上《别册少年Magazine》2023年9月號的封面，同時《彼岸島》的作者松本光司也為其繪製了開篇彩頁。
| 冊數 | 講談社（日本） | 講談社（日本）         | 東立出版社（臺灣） | 東立出版社（臺灣）     |
| 冊數 | 發售日期       | ISBN                   | 發售日期           | ISBN                   |
| ---- | -------------- | ---------------------- | ------------------ | ---------------------- |
| 1    | 2022年5月17日  | ISBN 978-4-06-527926-7 | 2024年3月14日      | ISBN 978-6-26-347243-3 |
| 2    | 2022年12月16日 | ISBN 978-4-06-529988-3 |                    |                        |
| 3    | 2023年8月17日  | ISBN 978-4-06-532605-3 |                    |                        |
| 4    | 2024年4月17日  | ISBN 978-4-06-535164-2 |                    |                        |
| 5    | 2025年1月17日  | ISBN 978-4-06-538058-1 |                    |                        |

## 作風
在吉野美希另一作品《杜鵑婚約》的改編動畫中為天野繪里香配音的鬼頭明里形容《柊氏一家的吸血內幕》猶如一齣生動的話劇，有著許多迷人的角色，且第一話便已令人欣喜雀躍。在同一動畫中聲演海野凪的石川界人則形容該作充滿愛情的氣息。
《週刊少年Magazine》的主編栗田宏俊指出《柊氏一家的吸血內幕》散發著與《杜鵑婚約》迥異的魅力，特別是女性表情的繪畫手法截然不同，顯出吉野有下一定的工夫。而《别册少年Magazine》的總編輯乙黑和彥則指吉野用了全新的略帶色情方式去描寫《柊》中的吸血場景。

## 外部連結
- 官方网站 （日語）
- 柊氏一家的吸血內幕在動畫新聞網百科全書中的資料（英文）